# Светозар Петрушков
Светозар Георгиев Петрушков е български политик от БКП.

## Биография
Роден е на 30 април 1932 г. във врачанското село Гложене. От 1955 г. е член на БКП. В отделни периоди е секретар на Околийския комитет на ДСНМ, завеждащ отдел и първи секретар на Околийския комитет на ДКМС. След това е последователно секретар и първи секретар на Окръжния комитет на Комсомола във Враца. През 1962 г. става първи секретар на Градския комитет на БКП в Оряхово. Между 1965 и 1971 г. е завеждащ отдел и секретар на Окръжния комитет на БКП във Враца. Влиза в апарата на ЦК на БКП, където е завеждащ сектор и инструктор в отдел „Организационен“. От 1976 до 1983 г. е секретар на Окръжния комитет на БКП във Враца, а от 1983 г. и първи секретар на комитета. От 1976 до 1990 г. е кандидат-член на ЦК на БКП.